# Kilo (Espoo)
Kilo (en suédois : Kilo) est un quartier de la ville d'Espoo en Finlande.

## Description
Les plus anciens bâtiments du quartier sont des villas en bois du début du XXe siècle. Les plus remarquables sont le Manoir de Kilo et la Villa Eka.

## Galerie

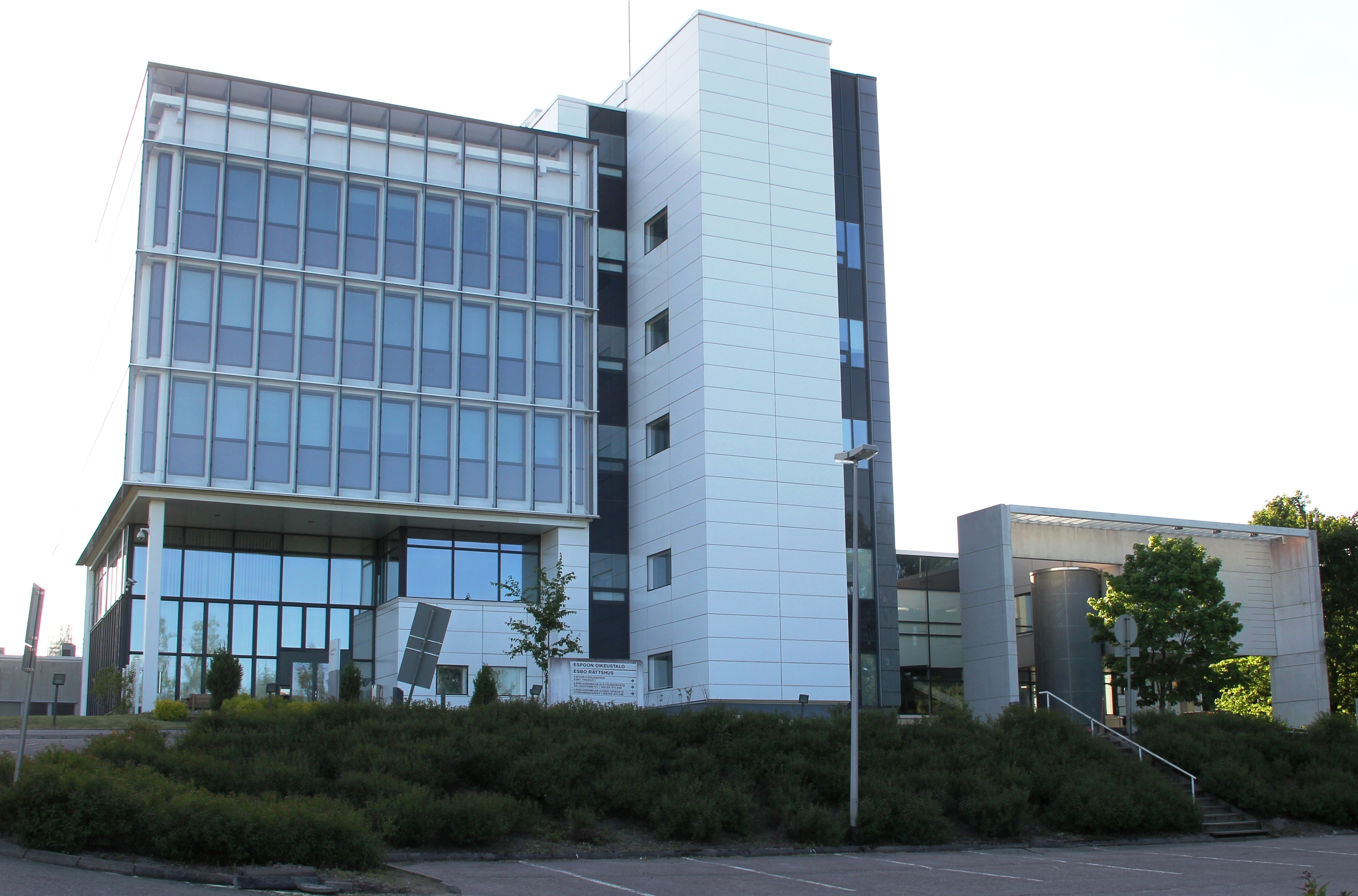
Tribunal de district d'Espoo.
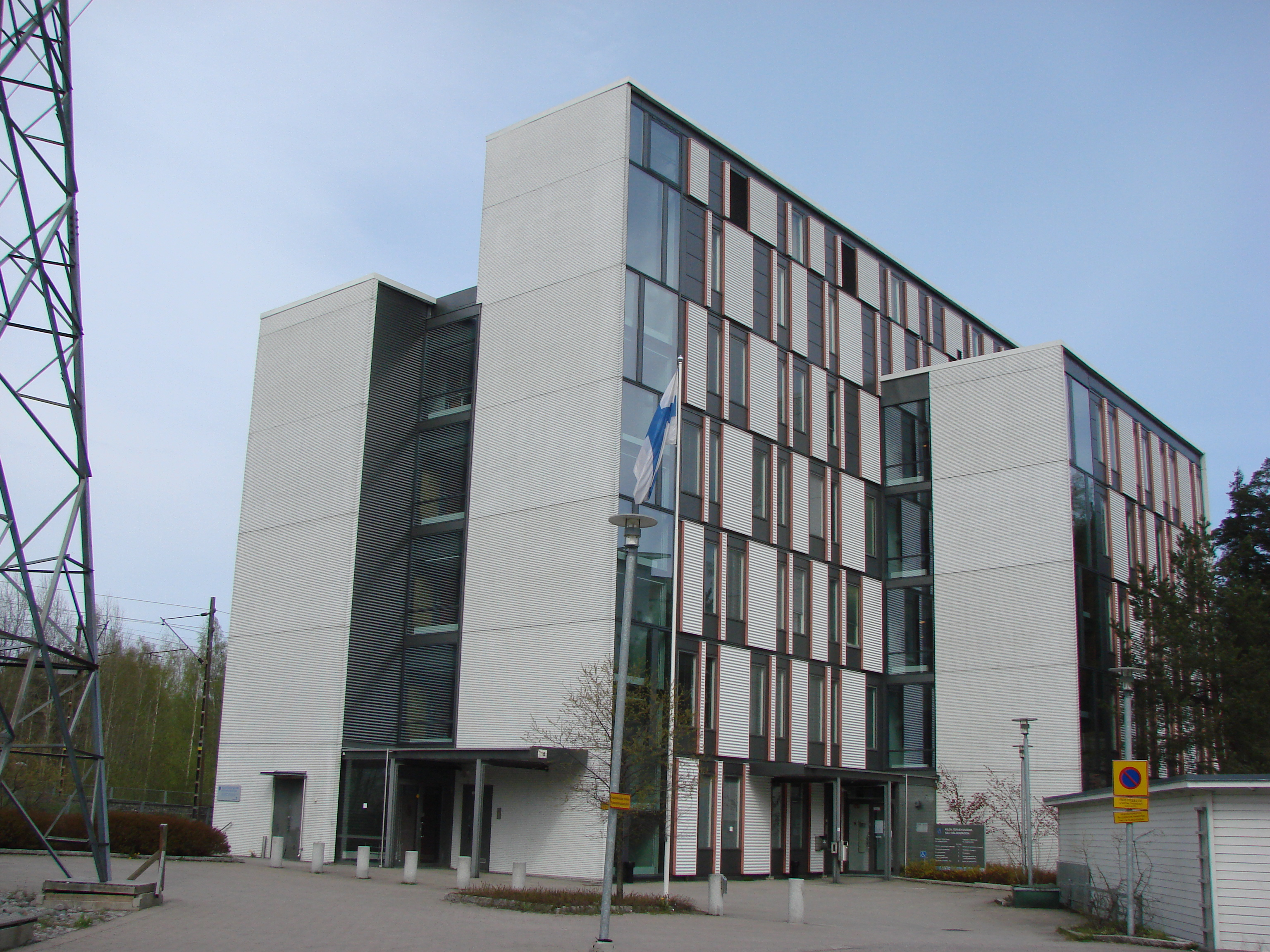
Centre de santé de Kilo.
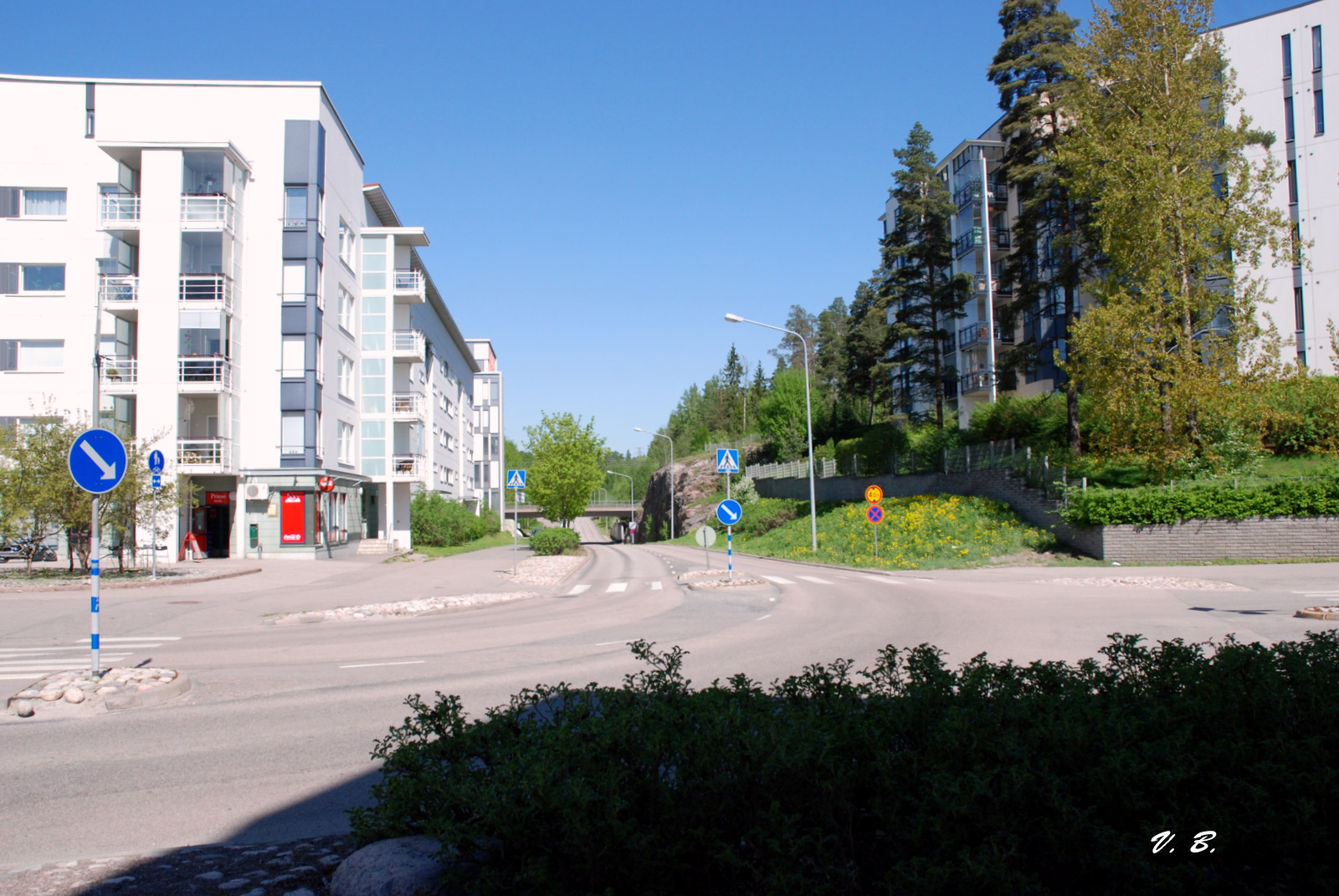
Parc Kilonpuisto, rue Kilonkartanontie.
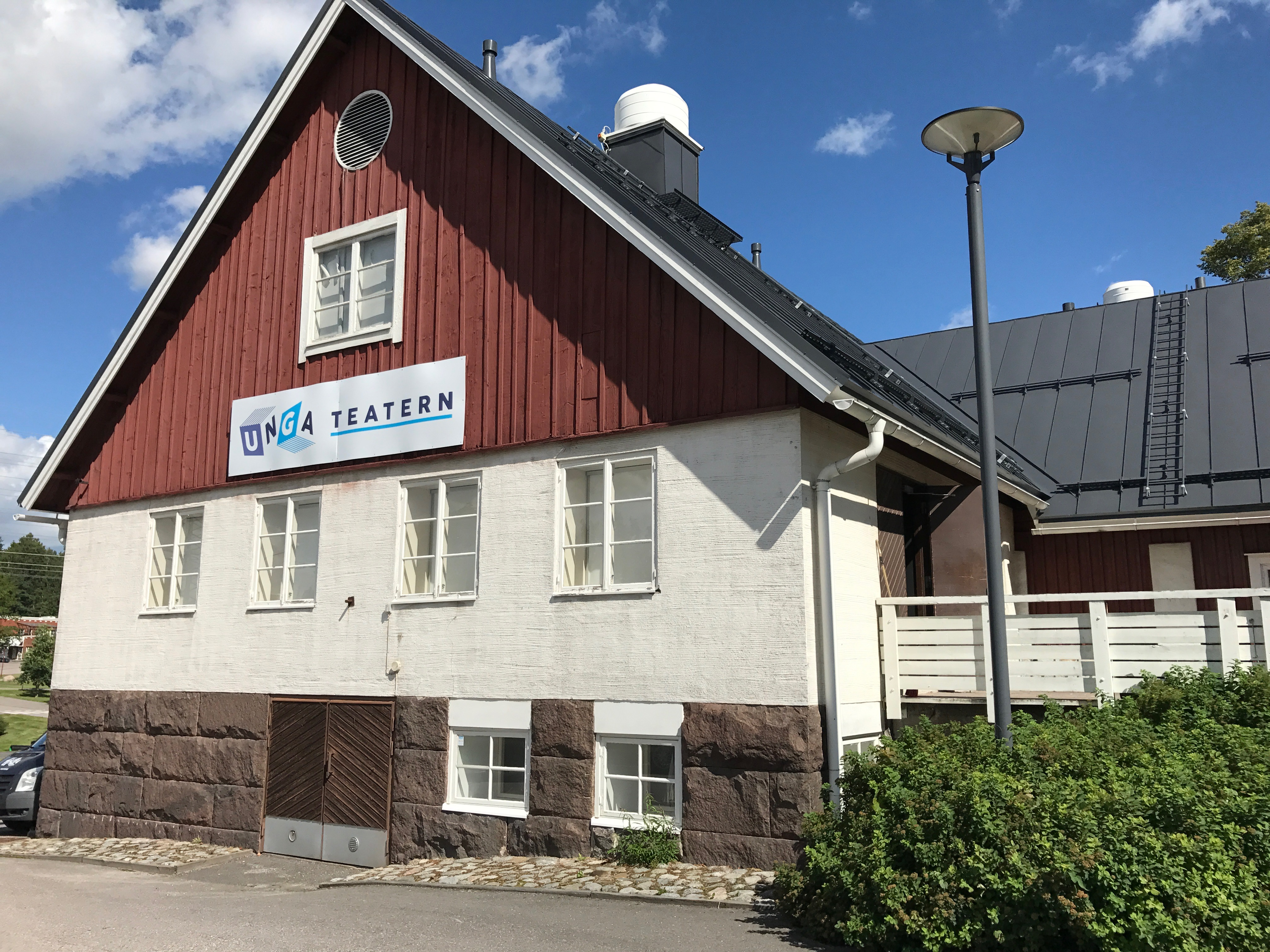
Théâtre Unga